# Dominikus Kraschl
Dominikus Kraschl OFM (* 1977 in Salzburg) ist ein österreichischer römisch-katholischer Ordenspriester, Philosoph und Theologe.

## Leben
Dominikus Kraschl trat 1998 in die Ordensprovinz Austria des Franziskanerordens ein. Nach dem Studium der Theologie, Philosophie und Religionspädagogik an der Paris-Lodron-Universität Salzburg absolvierte er ebendort 2007 ein Doktoratsstudium im Fach Fundamentaltheologie. Das philosophische Doktoratsstudium am Institut für Christliche Philosophie an der Katholisch-Theologischen Fakultät der Leopold-Franzens-Universität Innsbruck schloss er 2010 ab. Von 2007 bis 2011 unterrichtete er an Gymnasien in Salzburg und Tirol (Franziskanergymnasium Hall), wo er auch in der Schulpastoral eingesetzt war.
Nach einem Forschungsaufenthalt in Oxford vertrat er vom Wintersemester 2012 bis zum Sommersemester 2015 das Fach Philosophie an der Katholisch-Theologischen Fakultät der Julius-Maximilians-Universität Würzburg als wissenschaftlicher Mitarbeiter. Im Januar 2016 wurde er ebendort habilitiert, wobei ihm die Venia Docendi für Fundamentaltheologie und (christliche) Philosophie verliehen wurde.
Ab dem Sommersemester 2016 lehrte er an der Philosophisch-Theologischen Hochschule Münster, wo er im Wintersemester 2017 zum Professor für Fundamentaltheologie ernannt wurde.
Dominikus Kraschl wurde am 17. Juni 2018 im Innsbrucker Dom von Bischof Hermann Glettler zum Priester geweiht. Zum Wintersemester 2018 wurde er zum Professor für Philosophie und Philosophiegeschichte an der Theologischen Hochschule Chur ernannt.
Nachdem Kraschl zu Wintersemester 2020 einen Ruf an einen Lehrstuhl an der Kölner Hochschule für Katholische Theologie erhalten hatte, verließ er die Theologische Hochschule Chur im März 2021. Aus unbekannten Gründen kam es jedoch nicht zu einer Ernennung Kraschls: „Das Verfahren ist abgeschlossen. Die Professur wird neu ausgeschrieben“, teilte der Rektor Christoph Ohly in einem Interview mit dem Online-Portal kath.ch mit. Details hierzu wurden nicht bekannt: „Wir berichten nicht über interne Verfahren. Nur so viel: Die Gründe sind vielschichtig und multikausal.“
Seit dem Sommersemester 2023 lehrt Dominikus Kraschl an der Philosophisch-Theologischen Hochschule Benedikt XVI. Heiligenkreuz.

## Arbeitsschwerpunkte
Die philosophischen Implikationen des christlichen Menschen-, Welt- und Gottesverständnisses gehören ebenso zu Kraschls Arbeitsschwerpunkten wie Grundlagenprobleme der Fundamentaltheologie und Grenzfragen zwischen Philosophie und Theologie. In seiner teilweise unveröffentlichten Habilitationsschrift Analytische Philosophie im Dienst der Fundamentaltheologie. Bausteine und Anstöße für eine zukunftsfähige Glaubensrechenschaft widmet er sich dem Anliegen, Positionen und Methoden der zeitgenössischen Analytischen Philosophie für das Projekt einer rationalen Glaubensrechenschaft fruchtbar zu machen.

## Positionen und Kontroversen
Kraschl befürwortet in mehreren Veröffentlichungen die prinzipielle Möglichkeit sogenannter natürlicher Gotteserkenntnis, d. h. der Erkenntnis der Existenz und einiger Eigenschaften Gottes auf der Grundlage rationaler Argumentation und unabhängig von einer göttlichen Offenbarung. Dabei favorisiert er eine kumulative Strategie der Argumentation, bei der verschiedenartige Gründe und Argumente sich gegenseitig stützen und ergänzen. In der Kontroverse zwischen sozialen und anti-sozialen Trinitätstheologien plädierte er dafür, interpersonale Liebe als eine vollkommen machende Bestimmung anzusehen, die eine unüberbietbar vollkommene Wirklichkeit besitzen müsse. Bezüglich der Wissenschaftstheorie christlicher Theologie vertritt Kraschl einen paradigmenbasierten Ansatz. Während Kraschl sich methodisch an den Idealen analytischer Philosophie orientiere, wisse er sich inhaltlich keinem Autor oder einer Schule besonders verpflichtet oder nahestehend.
Im Februar 2020 analysierte Kraschl für die Herder Korrespondenz, der beginnende Synodale Weg solle eine „Selbstzerfleischung“ durch Schuldzuweisungen und Selbstrechtfertigungen vermeiden. Erneuerung sei vielmehr durch Bekehrung und Neuevangelisierung möglich. Damit nahm er Impulse eines Schreibens von Papst Franziskus auf. Eine Voraussetzung dafür und damit auch für das Gelingen des Synodalen Wegs sei aber, dass „wir wieder lernen, uns der gesunden Lehre, wie wir sie in den Evangelien und in der Überlieferung finden, nicht zu schämen.“ Christian Cebulj entgegnete darauf in der September-Ausgabe der Herder Korrespondenz, Kraschl liefere „eine einseitig depressive Diagnose“ der kirchlichen Gegenwartssituation und halte den Synodalen Weg für nicht zielführend.
Für die Tagespost rezensierte Kraschl am 31. Dezember 2020 eine Veröffentlichung der beiden Moraltheologen Christof Breitsameter und Stephan Goertz, die für eine Neufundierung der katholischen Sexualmoral eintreten. Dabei zitierte er mit Bezug auf diese Veröffentlichung zustimmend Papst Benedikt XVI., der von einem „Zusammenbruch der katholischen Moraltheologie“ im Zuge der nachkonziliaren Entwicklungen gesprochen hatte. „Am naturrechtlichen Denken führt kein Weg vorbei“, schrieb Kraschl. Bezüglich der von Breitsameter und Goertz geltend gemachten autonomiebasierten Begründung der Menschenwürde und der ihr entsprechenden moralischen Pflichten verwies Kraschl auf zeitgenössische Moralphilosophen, die einen theistischen Rahmen zur Begründung unbedingter moralischer Pflichten für unverzichtbar halten wie etwa Robert Merrihew Adams, C. Stephen Evans und David Baggett.
Im Februar 2021 analysierte Kraschl in einem Beitrag für die Tagespost, die MHG-Studie werde zur Legitimation des Synodalen Weges, seiner Foren und seiner Agenda herangezogen. Die Ergebnisse der Studie, die nach Kraschl eklatante Mängel aufweise, eigneten sich dafür aber nur sehr bedingt, weshalb Kraschl von einem „Gründungsmythos“ spricht. Einer der methodologischen Mängel der Studie sei, dass die Autoren vorschnell versicherten, „dass das vielschichtige Phänomen Homosexualität, zu dem auch homosexuelle Subkulturen [erg. im katholischen Klerus] zu zählen sind, kein Risikofaktor ist.“ Christoph Fleischmann kommentierte für Publik-Forum, Kraschl vertrete „objektive Positionen“ der römisch-katholischen Morallehre und revitalisiere „das verbreitete Klischee, wonach vor allem schwule Priester und die Libertinage der Sexuellen Revolution Risikofaktoren für Missbrauch in der Kirche seien.“
In einem Beitrag für die Herder Korrespondenz (März 2021) regte Kraschl eine innerkirchliche Diskussion „unerwünschte[r] Konsequenzen der Segnung homosexueller Partnerschaften“ an. Die Unterscheidung zwischen segenswürdigen und nicht-segenswürdigen Beziehungsformen, an der auch die Anhänger einer Segnung homosexueller Partnerschaften festzuhalten schienen, setze nämlich allgemeingültige Beurteilungsmaßstäbe voraus. Ein Diskussionspapier des Synodalforums zur Sexualmoral stelle ohne entsprechende Begründung Analogien zwischen gleichgeschlechtlichen Partnerschaften und der Ehe her, was nach der Lehre der katholischen Kirche unzulässig sei, zugleich werte es „seriell monogame, polyamore oder polygame Beziehungen“ ohne jede Diskussion ab, indem es diese offenbar als nicht segensfähig ansehe. Der Mainzer Moraltheologe Goertz deutete Kraschls Argumentation als „Dammbruchargument“ und bemerkte dazu auf feinschwarz.net kritisch: „Eine Segnung von gleichgeschlechtlichen Partnerschaften mit dem Hinweis abzulehnen, dann müsse man etwa auch Polygamie gutheißen, setzt das Urteil voraus, solche homosexuellen Partnerschaften seien im Vergleich zur Ehe von Mann und Frau ersichtlicher Weise moralisch höchst defizitär.“
Auf dem römisch-katholischen Medienportal kath.ch bezeichnete der damalige Redaktionsleiter Raphael Rauch im März 2021 in einem nicht mehr abrufbaren Kommentar Kraschl als eine der „Reizfiguren in der deutschsprachigen Theologie“; als Philosophie-Professor mache er „wenig Philosophie, dafür umso mehr Kirchenpolitik und Sexualmoral“. Kraschl wandte sich mit einer umfassenden Sachverhaltsdarstellung an die Schweizer Bischofskonferenz (SBK) „als (Mit)Auftraggeber der Katholischen Medienzentrums, welches auch das Medienportal kath.ch betreibt.“ Am 26. Oktober 2021 distanzierte sich das Präsidium der Schweizer Bischofskonferenz mittels einer Pressemitteilung von Rauchs Artikel: „Zum Inhalt der Berichterstattung kann sich das Präsidium der SBK mangels umfassender Kenntnis nicht äussern; es missbilligt jedoch klar diese Art von Berichterstattung. Die Tonalität sowie die anonym vorgetragenen Beschuldigungen entsprechen nicht den Erwartungen an ein katholisches Medienportal.“
Nach Angaben Kraschls distanzierte sich auch die Studierendenschaft der Theologischen Hochschule Chur in einer von den Studierendenvertretern unterzeichneten Stellungnahme von den erhobenen Vorwürfen.

## Schriften (Auswahl)
- Das prekäre Gott-Welt-Verhältnis. Studien zur Fundamentaltheologie Peter Knauers (= Ratio fidei. Band 39). Pustet, Regensburg 2009, ISBN 978-3-7917-2196-5 (zugleich Dissertation, Salzburg 2007).
- Relationale Ontologie. Ein Diskussionsbeitrag zu offenen Fragen der Philosophie (= Religion in der Moderne. Band 24). Echter, Würzburg 2012, ISBN 978-3-429-03507-5 (zugleich Dissertation, Innsbruck 2010).
- Analytische Philosophie im Dienst der Fundamentaltheologie. Bausteine und Anstöße für eine zukunftsfähige Glaubensrechenschaft, Würzburg 2015 (= teilw. unveröff. Habilitationsschrift).
- Indirekte Gotteserfahrung. Ihre Natur und Bedeutung für die theologische Erkenntnislehre (= Quaestiones disputatae. Band 282). Herder, Freiburg/Basel/Wien 2017, ISBN 3-451-02282-6.